# Reflex Sportscars
Reflex Sportscars war ein britischer Hersteller von Automobilen.

## Unternehmensgeschichte
Gareth Atkinson, der zuvor bei Davrian tätig war, gründete 1987 das Unternehmen entweder in Lampeter oder in Cardigan in der Grafschaft Ceredigion in Wales. Er begann mit der Produktion von Automobilen und Kits. Der Markenname lautete Reflex. 1992 erfolgte der Umzug nach Preston in Lancashire. Für die Zeit in Preston werden auch die Namen Rob Beardshaw und Graham Seed genannt. 1993 endete die Produktion. Insgesamt entstanden etwa 18 Exemplare.

## Fahrzeuge
Im Angebot stand nur ein Modell. Es war ein Coupé mit Mittelmotor. Zunächst bildete ein Monocoque die Basis der Fahrzeuge, später ein Spaceframe-Rahmen. Die Motoren kamen zunächst von Fiat und Lancia und später von Ford.